# Haverhill (Floride)
Haverhill est une ville des États-Unis, située dans le comté de Palm Beach en Floride.

## Géographie

### Démographie
En 2010, sa population était de 1 873 habitants.
| 1960 | 1970  | 1980  | 1990  | 2000  | 2010  |
| ---- | ----- | ----- | ----- | ----- | ----- |
| 442  | 1 034 | 1 249 | 1 058 | 1 454 | 1 873 |